# Lasioderma obscurum
Lasioderma obscurum is een keversoort uit de familie klopkevers (Anobiidae). De wetenschappelijke naam van de soort is voor het eerst geldig gepubliceerd in 1868 door Solsky.